# Département de Jalapa
Jalapa est un département, situé au sud-est du Guatemala. Sa capitale est la ville de Jalapa.
En 2020, la population du département de Jalapa était de 394 234 habitants. La majorité est latino, descendant des colons européens, avec tout de même d'importantes minorités Maya Quiché et Pocomam. La principale activité économique est l'agriculture (sorghum, tabac, oignons et maïs) et l'élevage.
Récemment, un programme intitulé les Puits de l'Espoir a vu le jour dans la région. Le programme était destiné à creuser des puits pour que la population ait accès à l'eau potable. Cependant, il ne se concentra pas uniquement sur les puits, des écoles furent construites pour apprendre à la population à être auto-suffisante. Des informations supplémentaires peuvent être trouvées ici.

## Municipalités
1. Jalapa ;
2. Mataquescuintla ;
3. Monjas ;
4. San Carlos Alzatate ;
5. San Luis Jilotepeque ;
6. San Manuel Chaparrón ;
7. San Pedro Pinula.